# 노스 찰스턴 콜리시엄
노스 찰스턴 콜리시엄(영어: North Charleston Coliseum)은 미국 사우스캐롤라이나주 노스 찰스턴에 위치한 실내 경기장이다. 과거 D-리그 노스 찰스턴 로우게이터스/찰스턴 로우게이터스의 홈경기장으로 사용했으면, 현재 ECHL 사우스캐롤라이나 스팅레이스의 홈경기장으로 사용되고 있다.

## NBA프리시즌 경기
| 날짜            | 팀1                 | 스코어 | 팀2         |
| --------------- | ------------------- | ------ | ----------- |
| 2025년 10월 5일 | 오클라호마시티 선더 |        | 샬럿 호니츠 |